# 丸吉呉服店

## 歴史・概要
1684年（貞享元年）に中津藩の御用商人として呉服小売業を創業したのが始まりである。
1911年（明治44年）7月23日に大分県下野郡中津町1757番地で（3代目）阿部吉助が出資金2万円で合資会社丸吉呉服店を設立して法人化し、叔母婿の賀来雅治を代表社員として店の経営を委ねた。
法人化したのを機に近代的で積極的な経営策を採って中津の目抜き通りの新博多町の店は中津名物と云われるほどとなり、同地ではトップクラスの呉服店となった。
1969年（昭和44年）1月7日に株式会社丸吉を設立して改組し、1973年（昭和48年）6月26日にニチイグループ入りして株式会社中津ショッピングデパートを設立して株式会社丸吉は不動産管理会社となった。
1976年（昭和51年）5月に株式会社丸吉百貨店に商号を変更し、1977年（昭和52年）4月14日に中津駅南口の耶馬渓鉄道跡に大分交通が建設した「中津大交ビル」に「丸吉百貨店」として総合スーパーを開店した。
1981年（昭和56年）10月1日に株式会社三典・（2代目）株式会社丸三・株式会社福岡ニチイ・水俣ファミリーデパート・宇土ファミリーデパート・株式会社九州サンマートがを吸収合併してて株式会社アライド九州となった。1984年（昭和59年）3月に株式会社九州ニチイに商号を変更したためニチイ中津店となり、1993年（平成5年）3月18日に中津サティへ業態転換した。
しかし、2000年（平成12年）8月20日に中津サティが閉店となり、店舗の入居していた中津大交ビルは2004年（平成16年）に解体されて駐車場となった。
そして、大分交通が8,413m2の敷地に鉄骨2階建て延べ床面積4,063m2の建物を建設して2012年（平成24年）3月にサンレーが経営する結婚式場VILLA LUCE(ヴィラ・ルーチェ)として開業することになった。

## 年表
- 1684年（貞享元年） - 中津藩の御用商人として呉服小売業を創業[7]。
- 1911年（明治44年）7月23日[8] - 大分県下野郡中津町1757番地で[8]（3代目）阿部吉助が[7]出資金2万円で合資会社丸吉呉服店を設立して法人化[9]。
- 1969年（昭和44年）1月7日 - 株式会社丸吉を設立して改組[7]。
- 1973年（昭和48年）6月26日 - ニチイグループ入りして株式会社中津ショッピングデパートを設立して株式会社丸吉は不動産管理会社となる[1]。
- 1976年（昭和51年）5月 - 株式会社丸吉百貨店に商号を変更[2]。
- 1977年（昭和52年）4月14日 - 中津駅南口の耶馬渓鉄道跡に大分交通が建設した「中津大交ビル」に「丸吉百貨店」として[5]総合スーパーを開店[2]。
- 1981年（昭和56年）10月1日[12] - 株式会社三典・（2代目）株式会社丸三・株式会社福岡ニチイ・水俣ファミリーデパート・宇土ファミリーデパート・株式会社九州サンマートが[13]を吸収合併して株式会社アライド九州に商号を変更[14]。
- 1984年（昭和59年）3月 - 株式会社九州ニチイに商号を変更して[14]ニチイ中津店に店名を変更[3]。
- 1993年（平成5年）3月18日 - 中津サティへ業態転換[3]。
- 2000年（平成12年）8月20日 - 中津サティが閉店[15]。
- 2004年（平成16年） - 店舗の入居していた中津大交ビルが解体されて駐車場となる[16]。
- 2012年（平成24年）3月 - 跡地にサンレーが経営する結婚式場VILLA LUCE(ヴィラ・ルーチェ)が開業[16]。